# Dolina Pandższeru

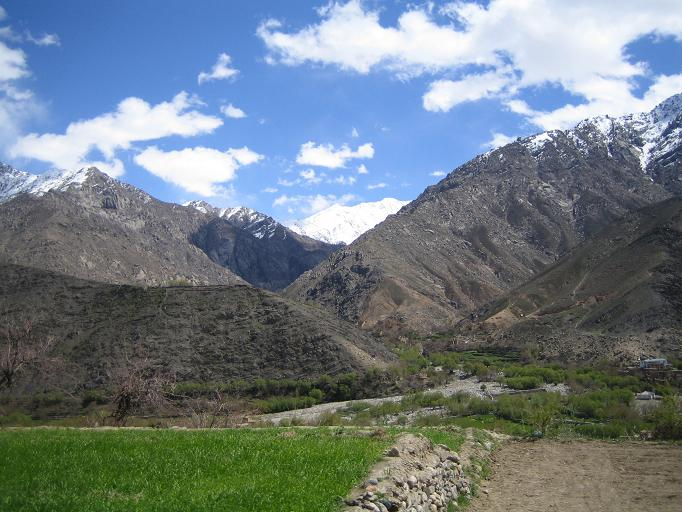
Wejście do Doliny Pandższeru

Dolina Pandższeru (pers. دره پنجشير - Dara-ye Panjšēr) – obszar na terytorium Afganistanu, leżący w północno-wschodniej części kraju. Według danych z 2004 roku zamieszkiwany przez 300 000 ludzi.
Dolina w prowincji Pandższir, rozpościerająca się po obu stronach rzeki Pandższer, była głównym miejscem zaciekłych walk między wojskami ZSRR i afgańskimi mudżahedinami w czasie radzieckiej interwencji w Afganistanie w latach 1979–1989.
W czasie wojny w Afganistanie Dolina Pandższeru była także główną bazą Ahmada Szaha Masuda, głównego przywódcy Sojuszu Północnego, w walkach przeciwko wspieranemu przez ZSRR prezydentowi Mohammadowi Nadżibullahowi. W 1996 na obszarze Doliny Pandższeru toczyły się także walki pomiędzy wojskami Masuda a Talibami.
W czasie wojny w latach 1979–1989 Dolina Pandższeru była stale atakowana przez wojska ZSRR, jednak żadna z 9 ofensyw w tym rejonie nie zakończyła się pełnym powodzeniem – ocenia się, iż blisko 60% żołnierzy radzieckich poległo w walkach w tym rejonie. Również Talibowie nie byli w stanie, podczas walk w latach 90 XX w., trwale zająć Dolinę Pandższeru.
Słowo pandższer znaczy w dosłownym tłumaczeniu Pięć Lwów, i nawiązuje do legendarnych pięciu braci, duchowych przywódców lokalnych społeczności zamieszkujących ten rejon, będących niegdyś strażnikami doliny (Wali).